# Этнометодология
Этнометодология (англ. ethnomethodology) — направление в социологии, занимающееся изучением обыденных норм, правил поведения, смыслов языка в рамках повседневного социального взаимодействия. Это направление универсализирует методы этнографии, распространяя их на повседневное поведение людей во всех, а не только архаических культурах.
Основоположник и автор термина «этнометодология» — американский социолог Гарольд Гарфинкель. В своей работе «Исследования по этнометодологии», 1967 он предложил методику изучения «этнометодов» (обыденных методов), которыми люди пользуются для того, чтобы осмыслить действия и речь других. Каждый человек неосознанно пользуется своими методами осмысления процесса взаимодействия. Верно понять смысл взаимодействия (разговора) можно только в том случае, если известен контекст ситуации, не представленный в самом взаимодействии.

## Исследовательская программа
Предложенный Гарфинкелем метод направлен на исследование рядовых повседневных ситуаций и предполагает высокий уровень вживания исследователя в них, использование им "здравого смысла" в качестве ресурса для интерпретации. Такой подход напрямую связан с истоками этнометодологии, среди которых: феноменология, феноменологическая социология (А.Шюц), культурная и социальная антропология.
С первых шагов этнометодология противопоставляет себя социологии Э. Дюркгейма, для которого "объективная реальность социальных фактов была базовым социологическим принципом" (Дюркгейм предлагал рассматривать их как вещи-в-себе), и структурному функционализму Т. Парсонса, в котором актор социального взаимодействия всегда исполняет нормы, а также ожидания других. Гарфинкель исследует обыденную деятельность индивидов, в которой те, полагаясь на здравый смысл, совершают практические действия и производят собственное понимание социальной структуры. Исходным и основным постулатом этнометодологии является утверждение о том, что социальная реальность получает ясные очертания исключительно в результате интерпретаций и практических действий индивидов, исполненных в конкретной ситуации (к примеру, в работе жюри присяжных). Таким образом, эту реальность не обуславливает какая-либо структура, лежащая в основании или навязанная извне. 
Этот постулат наследует идее "жизненного мира" у Э.Гуссерля и А.Шюца, где любые универсальные и структурные положения, согласно этим авторам, занимают своё место в жизненном пространстве и начинают играть в нём какую-либо роль только в результате того, что субъекты наделяют эти положения тем или иным смыслом и значимостью. У Гарфинкеля место таких универсальных положений занимают "инструкции", которые выдаются для различных ситуаций (напр., социологического исследования, медицинского отчёта, суда присяжных и т.д.). Исследовательский интерес, в таком случае, направлен на то, как индивиды срабатываются с подобными инструкциями, как интерпретируют их, каким образом принимают решения на их основании. Вследствие этого, этнометодология на уровне метода отказывается также и от конструктивизма , хотя объект, т.е. сама социальная реальность, понимается исключительно как конструктивстский. Именно поэтому Гарфинкель настаивает на том, что исследователь не должен подходить к социальным ситуациям с внешним по отношению к ним теоретическим конструктом, с разработанной и универсальной структурной общества, сообщества и взаимодействия индивидов, поскольку, в таком случае, он упускает тот способ конструирования социальной реальности и её интерпретации индивидами, который имеет место в этой единичной ситуации.

## «Анализ разговора»
В этнометодологии используется методика «анализа разговора» (conversation analysis), разработанная Г. Гарфинкелем и Харви Саксом (Sacks).
Нейл Смелзер приводит следующий пример разговора и его анализа у Гарфинкеля:
"Муж: Дан сегодня сам бросил пенни в счетчик на автостоянке, никто к нему не притронулся.
Жена: Ты брал его в магазин грампластинок?
Муж: Нет, в обувную мастерскую.
Жена: Для чего?
Муж: Купил новые шнурки для туфель.
Жена: На твои ботинки надо срочно поставить набойки.
Для нас этот разговор почти ничего не значит, но собеседники прекрасно поняли друг друга, поскольку общие обязанности и любовь друг к другу научили их «читать между строк». Но стоит еще раз проанализировать приведенный разговор: для нас представляет интерес объяснение того, как муж и жена поняли высказывания друг друга.
Муж: Дан сегодня сам бросил пенни в счетчик на автостоянке, никто к нему не притронулся.
(подразумеваемая часть диалога) Сегодня днём я забирал нашего четырехлетнего сына Дана из детского сада; когда мы остановились на платной стоянке автомобилей, ему удалось дотянуться до счетчика и бросить в него пенни; счетчик расположен довольно высоко, и раньше ребёнок доставал до него, только когда его поднимали.
Жена: Ты брал его в магазин грампластинок?
(подразумеваемая часть диалога) Поскольку он опустил пенни в счетчик, вероятно, ты остановился у магазина грампластинок по пути к детскому саду или когда вы ехали обратно. Или ты остановился, когда ехал за ним, а на обратном пути вы остановились где-то еще?
Муж: Нет, в обувную мастерскую.
(подразумеваемая часть диалога) Нет, я остановился у магазина грампластинок, когда ехал за ним, а по дороге домой мы заехали в обувную мастерскую.
Жена: Для чего?
(подразумеваемая часть диалога) Одну причину, по которой ты мог остановиться у обувной мастерской, я знаю. А на самом деле, почему ты остановился?
Муж: Купил новые шнурки для туфель.
(подразумеваемая часть диалога) Как ты помнишь, на днях я порвал шнурок от коричневых полуботинок, поэтому пришлось купить новые шнурки.
Жена: На твои ботинки надо срочно поставить набойки.
(подразумеваемая часть диалога) Я кое-что ещё имела в виду, ты мог это сделать: ты мог отнести в мастерскую чёрные ботинки, на них нужно срочно оставить набойки. Ты бы лучше поскорей отдал их в починку.
Этот пример показывает, в какой мере на взаимодействие влияют невысказанные предположения, сложные переплетения значений. Я представил этот разговор (без объяснений) на одном из занятий и попросил студентов рассказать, как, они его поняли. Один из них, выросший в бедном негритянском квартале, так истолковал первое предложение («Дан сегодня сам бросил пенни в счетчик на автостоянке, никто к нему не притронулся»): "Дан сумел включить счетчик, бросив туда лишь пенни, а не 10 центов, и полиция не задержала его". Поскольку бедных негров часто преследует полиция даже за незначительные проступки, этот студент и студенты — представители средних слоев — поняли бы смысл приведенного разговора по-разному."
Таким образом, этнометодология показывает, как взаимопонимание в социальном взаимодействии позволяет не «начинать с нуля» каждое взаимодействие.

### Индексные выражения
Основанием для такого типа разговора, и, соответственно, его анализа, являются "индексные выражения", исследованию которых Гарфинкель посвящает несколько разделов в своей программной работе. Он заимствует это понятие из трудов логиков и феноменологов: "Гуссерль писал о выражениях, смысл которых не может быть понят без обязательного знания им биографии и целей того, кто их использовал, особенностей его манеры речи и т.д". Такие выражения зависят от конкретного говорящего и того контекста, в котором слово было использовано; их важным свойством является "неповторяемость", поскольку формально то же выражение в иной ситуации получит другой смысл. Образцом таких выражений являются "сейчас", "здесь", "туда" и т.п. Точные науки, по Гарфинкелю, отличаются от неточных тем, что в первых замена индексных выражений объективными выражениями является актуальной задачей и актуальным достижением, в то время как в неточных науках эта замена всегда остаётся только задачей и программой.

## Особенности метода исследования
Спецификой этнометодологии является особое восприятие объекта и субъекта исследования. С точки зрения Г.Гарфинкеля и его последователей, социальная реальность не обладает объективными характеристиками, а конструируется в ходе речевой коммуникации. Исходя из этого, этнометодологи подчеркивают, что сам исследователь-социолог не может выступать в роли дистанцированного наблюдателя.

### Основные принципы этнометодологии
- Инструкции и предписания для всякой ситуации не охватывают и не могут целиком охватить её многообразия;
- Индексные выражения, используемые в повседневной коммуникации, имеют структуру, и потому могут быть рационализированы;
- Когда индивиды прибегают к этим выражениям, то совершают сами (и приписывают другому) такую работу, благодаря которой сказанное в диалоге понимается из контекста интерсубъективных отношений;

- Аналитик должен использовать здравый смысл и как предмет исследования, и как его ресурс, т.е. он должен использовать своё знание общества, социальных структур, того, о чём люди «на самом деле» говорят, основанное на здравом смысле;
- Любая социальная ситуация самоорганизуется, исполняется и репрезентируется внутри себя таким образом, чтобы её свойства можно было обнаружить и зафиксировать. Т.е. чтобы они были подотчётными;[5]
- Любая социальная обстановка включает в себя методы, с помощью которых индивиды делают очевидным, что структура этой обстановки является ясной, согласованной, планомерной, рациональной и т.д. [6]

Эти принципы относятся одновременно и к методу этнометодологии, и к её объекту – саморганизующейся социальной ситуации. Иначе говоря, названные черты "обстановки" суть то, что исследователь должен предполагать и из чего он должен исходить в своём анализе.
Последние два пункта указывают на то, что в любой социальной ситуации имеются внутренние репрезентации этой ситуации, благодаря которым участники получают представления (отчёты) о происходящем, о факте того, что оно рационально, что в нём поддерживается здравый смысл, общие методы понимания и согласования. Но также эти "репрезентации" касаются и содержания ситуации, т.е. участники обретают представления не только о факте согласованности, но и о самой ситуационной расстановке, её структуре, обстоятельствах и т.д. Это является основанием того, что индивиды могут давать описания той ситуации, в которой они находятся. Последнее Гарфинкель использует для построения этнометодологического принципа, согласно которому интерпретации, которые дают индивиды с целью объяснить ситуацию и сделать её понятной, по своей функции совпадают с  действиями, в которых те же индивиды создают "ситуации организованной повседневной деятельности". То есть, любое действие носит интерпретативный характер: оно заключает в себе способ объяснения ситуации и возможность самому быть понятым – собственную "объясняемость". Именно на этом основываются индексные выражения, которые не требуют дополнительной экспликации, чаще всего не нуждаются в уточнениях, легко доступны всем участникам, принадлежащим к тому же контексту, но, вместе с тем, учреждают и поддерживают структуру и код данной обстановки.

## Направления в этнометодологии
Этнометодология распалась на ряд течений: анализ разговорной речи (Х. Сакс, Дж. Джефферсон), этнометодологическую герменевтику (А. Блюм, П. Мак-Хью), анализ обыденной повседневной жизни (Д. Циммерман, М. Поллнер), этнографические исследования науки и достижения консенсуса в диалогах учёных (К.Д. Кнорр-Цетина, Б. Латур, С. Вулгар и др.).

## Критика
Сторонники этнометодологии подвергаются критике за преувеличенное внимание к проявлениям обыденного сознания и взаимодействия, малозначимым для социологии в целом, но прежде всего – за сведение всех форм социальной коммуникации к речевой и преуменьшение роли социальных структур, институтов и статусов.

## Место в истории социологии
Этнометодология продолжает линию феноменологической социологии (Альфред Шюц), схожие идеи по исследованию обыденного сознания и повседневного взаимодействия проводятся в драматургической социологии И. Гофмана. В философии этнометодологию часто упоминают при обсуждении проблемы рациональности в обыденном сознании.